# Ainielle
Ainielle ist ein spanischer Ort in der Provinz Huesca der Autonomen Gemeinschaft Aragonien. Ainielle gehört zur Gemeinde Biescas. Das Dorf in den Pyrenäen liegt auf 1355 Meter Höhe und ist seit den 1970er Jahren unbewohnt.

## Sehenswürdigkeiten
- Pfarrkirche als Ruine erhalten